# 58. Oscar-gála
Az 58. Oscar-gálát, a Filmakadémia díjátadóját 1986. március 24-én tartották meg. Pár nappal korábban Steven Spielberg kapta az Év rendezője díjat a nyolcezer tagú szakemberekből álló Amerikai Rendezők Szövetségétől, erről csak a Filmakadémia nem vett tudomást, megint kifelejtette a jelöltek közül Spielberget. A Bíborszín ugyan kapott tizenegy jelölést, de díjat egyet sem, ilyen csak egyszer fordult elő eddig, 1978-ban a Fordulópont (The Turning Point) filmmel. Az amerikai délen játszódó film női főszereplője egy kezdő komika lett, Whoopi Goldberg.
Sydney Pollack filmje a Távol Afrikától hét Oscart nyert, Geraldine Page pedig nyolcadik jelölését váltotta végre díjra. Szabó István Redl ezredes c. alkotásával harmadszor került a legjobb idegen nyelvű filmek közé.

## Kategóriák és jelöltek
nyertesek félkövérrel jelölve

### Legjobb film
- Távol Afrikától (Out of Africa) – Universal – Sydney Pollack
  - Bíborszín (The Color Purple) – Warner Bros. – Steven Spielberg, Kathleen Kennedy, Frank Marshall és Quincy Jones
  - A kis szemtanú (Witness) – Feldman, Paramount – Edward S. Feldman
  - A pókasszony csókja – H. B. Filmes/Sugarloaf Films, Island Alive – David Weisman
  - A Prizzik becsülete – ABC Motion Pictures, 20th Century Fox – John Foreman

### Legjobb színész
- William Hurt – A pókasszony csókja
  - Harrison Ford – A kis szemtanú (Witness)
  - James Garner – Egy kis románc
  - Jack Nicholson – A Prizzik becsülete
  - Jon Voight – Szökevényvonat

### Legjobb színésznő
- Geraldine Page – Út az ismeretlenbe
  - Anne Bancroft – Ágnes, az Isten báránya (Agnes of God)
  - Whoopi Goldberg – Bíborszín (The Color Purple)
  - Jessica Lange – Édes álmok
  - Meryl Streep – Távol Afrikától (Out of Africa)

### Legjobb férfi mellékszereplő
- Don Ameche – Selyemgubó
  - Klaus Maria Brandauer – Távol Afrikától (Out of Africa)
  - William Hickey – A Prizzik becsülete
  - Robert Loggia – Kicsorbult tőr
  - Eric Roberts – Szökevényvonat

### Legjobb női mellékszereplő
- Anjelica Huston – A Prizzik becsülete
  - Margaret Avery – Bíborszín (The Color Purple)
  - Amy Madigan – Még egy lehetőség (Twice in a Lifetime)
  - Meg Tilly – Ágnes, az Isten báránya (Agnes of God)
  - Oprah Winfrey – Bíborszín (The Color Purple)

### Legjobb rendező
- Sydney Pollack – Távol Afrikától (Out of Africa)
  - Hector Babenco – A pókasszony csókja
  - John Huston – A Prizzik becsülete
  - Kuroszava Akira – Káosz
  - Peter Weir – A kis szemtanú (Witness)

### Legjobb eredeti történet
- A kis szemtanú (Witness) – William Kelley, Pamela Wallace, Earl Wallace
  - Brazil – Terry Gilliam, Tom Stoppard, Charles McKeown
  - Kairó bíbor rózsája – Woody Allen
  - A hivatalos változat – Luis Puenzo, Aída Bortnik
  - Vissza a jövőbe – Robert Zemeckis, Bob Gale

### Legjobb adaptált forgatókönyv
- Távol Afrikától (Out of Africa) – Kurt Luedtke forgatókönyve Isak Dinesen emlékiratai, Errol Trzebinski: ’’Silence Will Speak’’ című könyve és Judith Thurman: ’’Isak Dinesen: The Life of a Storyteller’’ című műve alapján
  - Bíborszín (The Color Purple) – Menno Meyjes forgatókönyve Alice Walker regénye alapján
  - A pókasszony csókja – Leonard Schrader forgatókönyve Manuel Puig regénye alapján
  - A Prizzik becsülete – Richard Condon, Janet Roach forgatókönyve Richard Condon regénye alapján
  - Út az ismeretlenbe – Horton Foote saját színművéből

### Legjobb operatőr
- David Watkin, Távol Afrikától (Out of Africa)
  - Allen Daviau, Bíborszín (The Color Purple)
  - William A. Fraker, Murphy románca
  - Takao Saito, Masaharu Ueda and Asakazu Nakai, Káosz
  - John Seale, A kis szemtanú (Witness)

### Látványtervezés és díszlet
- Stephen B. Grimes; Josie Macavin (Díszlet) – Távol Afrikától (Out of Africa)
  - Norman Garwood, Maggie Gray – Brazil
  - J. Michael Riva, Bo Welch, Linda DeScenna – Bíborszín (The Color Purple)
  - Yoshiro Muraki, Shinobu Muraki – Káosz
  - Stan Jolley, John H. Anderson – A kis szemtanú (Witness)

### Legjobb vágás
- A kis szemtanú (Witness) – Thom Noble
  - Tánckar – John Bloom
  - Távol Afrikától (Out of Africa) – Frederic Steinkamp, William Steinkamp, Pembroke Herring, Sheldon Kahn
  - A Prizzik becsülete – Rudi Fehr, Kaja Fehr
  - Szökevényvonat – Henry Richardson

### Legjobb vizuális effektus
- Nem adták ki.

### Legjobb idegen nyelvű film
- A hivatalos változat (La Historia oficial) (Argentína) – Historia Cinematograficas Cinemania, Progress Communications – Marcelo Piñeyro producer – Luis Puenzo rendező
  - Three Men and a Cradle (Trois hommes et un couffin) (Franciaország) – Flach Film, Soprofilms, TF1 Films Productions – Jean-François Lepetit executive producer – Coline Serreau rendező
  - Angry Harvest (Bittere Ernte) (Németország) – Admiral, CCC Filmkunst GmbH, Zweites Deutsches Fernsehen (ZDF) – Artur Brauner producer – Agnieszka Holland rendező
  - Redl ezredes (Magyarország) – MAFILM Objektív Filmstúdió, MOKÉP-Kerszi, Manfred Durniok Produktion, Zweites Deutsches Fernsehen (ZDF), Österreichischer Rundfunk (ORF) – Marx József producer – Szabó István rendező
  - A papa üzleti útra ment (Otac na sluzbenom putu) (Jugoszlávia) – Centar Film, Forum Sarajevo – Mirza Pasic producer – Emir Kusturica rendező

### Legjobb eredeti filmzene
- Távol Afrikától (Out of Africa) – John Barry
  - Ágnes, az Isten báránya (Agnes of God) – Georges Delerue
  - Bíborszín (The Color Purple) – Quincy Jones, Jeremy Lubbock, Rod Temperton, Caiphus Semenya, Andraé Crouch, Chris Boardman, Jorge Calandrelli, Joel Rosenbaum, Fred Steiner, Jack Hayes, Jerry Hey és Randy Kerber
  - Silverado – Bruce Broughton
  - A kis szemtanú (Witness) – Maurice Jarre

## Statisztika

### Egynél több jelöléssel bíró filmek
- 11: Bíborszín (The Color Purple), Távol Afrikától (Out of Africa)
- 8: A Prizzik becsülete (Prizzi's Honor), A kis szemtanú (Witness)
- 4: Back to the Future, A pókasszony csókja (Kiss of the Spider Woman), Káosz (Ran)
- 3: Agnes, Isten báránya (Agnes of God), Szökevényvonat (Runaway Train), A Chorus Line
- 2: Brazil, Selyemgubó (Cocoon), Ladyhawke, Murphy románca (Murphy's Romance), A hivatalos változat (La historia oficial), Silverado, Út az ismeretlenbe (The Trip to Bountiful), Fehér éjszakák (White Nights)

### Egynél több díjjal bíró filmek
- 7: Out of Africa
- 2: Cocoon, Witness

## Külső hivatkozások
- Az 1986. év Oscar-díjasai az Internet Movie Database-ben